# Пајн Ајланд Сентер (Флорида)
Пајн Ајланд Сентер (енгл. Pine Island Center) насељено је место без административног статуса у америчкој савезној држави Флорида.

## Демографија
По попису из 2010. године број становника је 1.854, што је 133 (7,7%) становника више него 2000. године.
| Група             | 2000.         | 2010.         |
| Белци             | 1.641 (95,4%) | 1.697 (91,5%) |
| Афроамериканци    | 0 (0,0%)      | 5 (0,3%)      |
| Азијати           | 4 (0,2%)      | 17 (0,9%)     |
| Хиспаноамериканци | 42 (2,4%)     | 102 (5,5%)    |
| Укупно            | 1.721         | 1.854         |